# Zjednoczony Kościół Zielonoświątkowy
Zjednoczony Kościół Zielonoświątkowy (ang. United Pentecostal Church International, UPC lub UPCI) – największy na świecie kościół chrześcijański przynależący do jednościowego skrzydła ruchu zielonoświątkowego. Kościół przyjmuje jednościową teologię, uznając Jezusa Chrystusa za jedynego Boga i odrzucając doktrynę o Trójcy. Głosi w oparciu o Dzieje Apostolskie 2:38, iż do zbawienia prowadzi opamiętanie, chrzest wodny w „imię Pana Jezusa Chrystusa na odpuszczenie grzechów” oraz chrzest w Duchu Świętym, którego dowodem jest mówienie innymi językami. Wywodząc swe korzenie z protestanckiego ruchu uświęceniowego, podkreśla znaczenie uświęcenia i prowadzenia świętego życia we wszystkich dziedzinach życia chrześcijanina.
Zjednoczony Kościół Zielonoświątkowy powstał w 1945 r. w wyniku połączenia dwóch jednościowych denominacji – Zarejestrowanego Kościoła Zielonoświątkowego oraz Zielonoświątkowych Zborów Jezusa Chrystusa. Kościół posiada obecnie w skali globu ponad 4 miliony wiernych żyjących w 175 krajach. Ogólnoświatowa centrala znajduje się w Saint Louis, w stanie Missouri. Zwierzchnikiem Kościoła jest Superintendent Generalny – pastor David K. Bernard.

## Świat
Zjednoczony Kościół Zielonoświątkowy w 2007 r. posiadał:
- 4 358 zborów na terenie Stanów Zjednoczonych,
- 9 085 pastorów w Stanach Zjednoczonych,
- 650 tysięcy uczestników szkoły niedzielnej w USA;

- 28 351 zborów w pozostałych krajach świata,
- 22 881 pastorów w pozostałych krajach świata,
- 652 oficjalnych misjonarzy.

## Polska
W Polsce Zjednoczony Kościół Zielonoświątkowy posiada 125 wiernych i 6 zborów. Superintendentem polskiego Kościoła jest pastor Raymond Nicholls. Ray i Judy Nichollsowie byli pierwszymi misjonarzami Kościoła w Polsce. Zjednoczony Kościół Zielonoświątkowy w Polsce współpracuje z innymi polskimi wyznaniami jednościowych zielonoświątkowców, m.in. ze Zborem Ewangelicznych Chrześcijan w Duchu Apostolskim.